# Tubeufia aciculospora
Tubeufia aciculospora är en svampart som beskrevs av Katum. & Y. Harada 1979. Tubeufia aciculospora ingår i släktet Tubeufia och familjen Tubeufiaceae.   Inga underarter finns listade i Catalogue of Life.